# Bernard Casoni
Bernard Casoni (Cannes, 4 settembre 1961) è un allenatore di calcio ed ex calciatore francese, di ruolo difensore.

## Carriera

### Giocatore
La carriera professionista di Bernard Casoni iniziò nel 1980 nel Cannes, squadra con la quale militerà fino al 1984, quando fu acquistato dal Toulon. La militanza nella squadra di Tolone durerà fino al 1990 (intervallata da un anno, tra il 1988 e il 1990 in cui giocherà nelle file del RC Paris), anno del suo trasferimento all'Olympique Marsiglia, squadra con cui vincerà tre campionati consecutivi tra il 1991 e il 1993 (quest'ultimo revocato a causa del coinvolgimento della squadra nell'Affare VA-OM) e la Champions League nel 1993. Casoni si ritirerà dal calcio giocato nel 1996 per passare alla carriera di allenatore

### Allenatore
Esordisce nel 1999 sulla panchina dell'Olympique Marsiglia. Nel 2001 Casoni allenerà il Cannes, mentre nei due anni seguenti sarà sulla panchina di due squadre tunisine: l'Étoile Sportive du Sahel nel 2002 e lo Stade Tunisien   nel 2003. Dopo una parentesi come commissario tecnico della Nazionale armena, dal 2005 Casoni allena il Bastia.
Dal gennaio del 2010 è alla guida dell'Evian Thonon Gaillard che conduce alla vittoria del campionato di National 2009-2010.

## Palmarès

### Giocatore

#### Competizioni nazionali
- Campionato francese: 2 (+1)

Olympique Marsiglia: 1990-1991, 1991-1992 (+ 1992-1993 revocato) 

#### Competizioni internazionali
- Coppa dei Campioni: 1

Olympique Marsiglia: 1992-1993

### Allenatore

#### Competizioni nazionali
- Coppa di Tunisia: 1

Stade Tunisien: 2002-2003